# Connexions

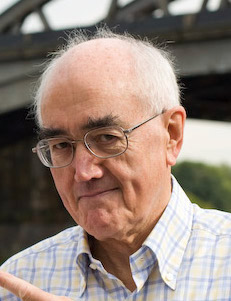
creador de Connexions

Connexions (en anglès Connections) és una sèrie de televisió documental de deu capítols d’aproximadament una hora de durada creada, escrita, i presentada per l’historiador de ciència James Burke. Va ser produïda per la BBC, l'empresa de televisió i ràdio més important del Regne Unit. En aquest programa estrenat al Regne Unit el 1978 i als Estats Units el 1979 es presenten diversos invents que van canviar el recorregut de la història de la humanitat (així com la bomba atòmica, les telecomunicacions, l'ordinador i el plàstic, entre d'altres) i la forma en què aquests estan connectats a través dels segles. Aquesta sèrie demostra com els esdeveniments històrics i les fites científiques més rellevants del món van ser construïts i desenvolupats un a partir de l’altre de manera successiva per anar-se modernitzant i adaptant a les necessitats de la humanitat.
Aquesta producció va tenir tant d’èxit que es va realitzar un programa semblant però mostrant una història més lineal de descobriments científics importants, The Day the Universe Changed. Per una altra banda, també es va apostar per fer-ne dues sqüeles, Connections 2 el 1994 i Connections 3 el 1997, en aquest cas pel canal de televisió de pagament TLC. A més, el 2004, per celebrar el 25è aniversari de la primera emissió del programa, el canal KCSM-TV va produir un altre programa d’una hora anomenat Re-Connections. Es tracta d’una entrevista a Burke, una recopilació d’anècdotes del primer programa i una explicació del nou projecte de Burke, l’anomenat Knowledge Web.

## Contingut
Connections explora un punt de vista diferent sobre el progrés històric atès que Burke afirma que no es pot considerar el desenvolupament de cap invent del món modern sense prendre com a punt de partida un altre. Els invents són el resultat d’una sèrie d’esdeveniments connectats motivats per una persona o grup de persones actuant a partir d’un motiu (curiositat, religió, benefici…). Aquests esdeveniments aparentment aïllats tenen un efecte en el futur, i aquest és el focus d’aquesta sèrie.
| «                          | And if you’re thinking right now, ‘What do I ask for?’ Ask yourself if there is anything in your life that you want changed… That’s where to start. | » |
| — James Burke, Connections | |   |

Amb l’objectiu de demostrar que tots els invents tenen alguna relació amb altres, cada capítol comença amb un esdeveniment o una innovació particular del passat (normalment de l'edat antiga o mitjana) i traça la trajectòria des d’aquell esdeveniment concret amb una sèrie de connexions aparentment sense cap relació fins un punt concret de la història.

## Capítols
1. "The Trigger Effect": Aquest capítol il·lustra amb les apagades elèctriques de Nova York la nostra dependència actual amb les xarxes tecnològiques, que estan estretament relacionades amb l'agricultura. D’aquesta manera, Burke estableix que cada invent requereix una modernització.
2. "Death in the Morning": Burke hi relaciona un test de comprovació de la puresa de l'or de fa 2500 anys (a Grècia o a Pèrsia) amb la invenció de la bomba atòmica. Les monedes d’or de l’antiguitat van acabar causant la creació d’un centre comercial a Alexandria, que 14 segles més tard ajudaria als navegants. Aquests mariners van ser els qui van descobrir que l’agulla magnetitzada dels compassos no assenyalaven directament al nord. Aquestes investigacions sobre el magnetisme va portar al descobriment de l'electricitat i, més endavant, a la bomba atòmica.
3. "Distant Voices": Les telecomunicacions existeixen perquè els Normands portaven estreps a la batalla de Hastings, un invent revolucionari a la guerra. Va ser llavors quan Europa es va voler fer més rica per beneficiar-se econòmicament de la guerra, per això les mines s'anaven fent cada vegada més profundes i, consegüentment, s'inundaven. Va ser per aquest motiu que científics com Galileo Galilei va començar a investigar el buit i la pressió de l’aire. Aquests descobriments van portar a descobrir la relació de l'electricitat i el magnetisme que va permetre el desenvolupament de la ràdio.
4. "Faith in Numbers": La transició de l’Edat Mitjana al Renaixement va ser influenciada pel creixement del comerç, un canvi brusc en el clima, la gana i la Pesta Negra. En conseqüència, es va inventar la premsa escrita.
5. "The Wheel of Fortune": Els ordinadors estan relacionats amb els primers astrònoms que controlaven l’hora exacta per plantar. Les constel·lacions influenciaven la vida en una gran mesura, per exemple quan un astròleg va curar al Califa de Bagdad utilitzant coneixements populars grecs. Aquests coneixements mèdics van ser traduïts i es van estendre per Europa i es van començar a dur a terme més investigacions científiques. A més, es necessitaven estris de mesura més precisos, per la qual cosa es va desenvolupar el pèndol, el telescopi i peces intercanviables de màquines (la base del sistema industrial modern).
6. "Thunder in the Skies": Durant el segle XIII un clima molt fred va arribar a Europa, fet que va afectar el transcurs de la història dels següents set segles. Els canvis en la utilització de l'energia van transformar l'arquitectura i van forçar la creació de noves fonts d’energia. Amb l’arribada de la Revolució Industrial va marcar permanentment Anglaterra, però amb la invenció dels motors de benzina es va obrir una nova porta.
7. "The Long Chain": Moltes vegades, els materials descoberts per accident poden canviar el món. Durant els anys 1600 els vaixells de càrrega holandesos controlaven les rutes comercials de l'Atlàntic. La competència, les línies britàniques, va fer que Amèrica fabriqués quitrà per protegir les seves embarcacions. El 1776, un inventor escocès va intentar produir quitrà a partir del carbó. Aquests experiments amb el carbó van cedir el pas a la llum de gas, roba impermeable, un tint que va establir la indústria química alemanya i el niló, el primer plàstic.
8. "Eat, Drink and Be Merry": Quan Napoleó va enviar forces armades a Europa, va necessitar una manera eficient per emmagatzemar provisions. Un home francès emmagatzemava menjar dins d’ampolles buides de vi, una idea modificada pels britànics, que van inventar les llaunes. Així i tot, el menjar enllaunat a vegades es podria, fet que va dur a experiments de refrigeració a partir dels quals van sorgir els termos, un estri molt útil pels exploradors i que poden emmagatzemar grans quantitats d'oxigen i hidrogen líquids. Aquests gasos actualment poden enviar coets a l'espai.
9. "Countdown": Molts esdeveniments van haver de passar perquè Thomas Edison arribés a la seva invenció més destacada, el Kinetoscopi, un sistema cinematogràfic: a causa de la invenció del canó, es van canviar les fortificacions dels castells. Es van començar a necessitar mapes i focus per veure’ls. També va ser clau la producció de cel·luloide de George Eastman. A més, Eadweard Muybridge va fer una aposta el 1872 amb fotògrafs: Els cavalls alcen les quatre potes quan galopen? Per comprovar-ho, es va fer ús del zoopraxiscopi, un aparell que utilitzava imatges de fotograma a fotograma i forats al costat que permetien a la màquina fer avançar la pel·lícula. Finalment, el codi morse va portar a Edison a inventar el fonògraf, que va provocar que es pogués afegir so a les pel·lícules.
10. "Yesterday, Tomorrow and You": En aquest últim capítol es fa un repàs dels programes anteriors per analitzar els factors en comú que van produir canvis a la història. A més, Burke expressa que actualment som incapaços d’entendre els canvis que passen al nostre voltant i la complexitat del nostre món. Finalment, Burke expressa que cal un canvi en la disponibilitat i en la utilització d'informació si volem controlar el nostre destí.[6]